# OS/370
OS/370 — сленговое название OS/VS, портированной для архитектуры IBM System/370 операционной системы OS/360.
Название OS/370 также применяли к OS/VS2 MVS и MVS/SP версии 1.
Название OS/370 иногда неверно применяют как синоним названия операционной системы VM для машин ряда System/370, хотя VM только создавала виртуальные машины и обеспечивала возможность выполнения на каждой из виртуальных машин другой операционной системы, таких, как диалоговая система CP/CMS, системы OS/VS и т. д.